# Niechanowo (gmina)
Niechanowo est une gmina rurale du powiat de Gniezno, Grande-Pologne, dans le centre-ouest de la Pologne. Son siège est le village de Niechanowo, qui se situe environ 10 km au sud-est de Gniezno et 53 km à l'est de la capitale régionale Poznań.
La gmina couvre une superficie de 105,31 km2 pour une population de 5 789 habitants en 2016.

## Géographie

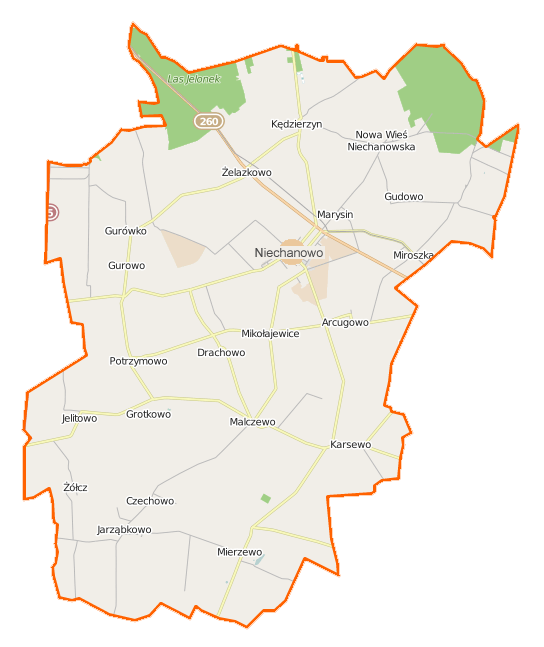
Plan de la gmina.

La gmina inclut les villages et les localités de :
- Arcugowo
- Cielimowo
- Czechowo
- Drachowo
- Goczałkowo
- Grotkowo
- Gurówko
- Gurowo
- Jarząbkowo
- Jelitowo
- Jelonek
- Karsewo
- Kędzierzyn
- Malczewo
- Marysin
- Mierzewo
- Mikołajewice
- Miroszka
- Niechanowo
- Nowa Wieś Niechanowska
- Potrzymowo
- Trzuskołoń
- Żelazkowo
- Żółcz

### Gminy voisines
La gmina de Niechanowo est bordée :
- des gminy de :
  - Czerniejewo
  - Gniezno
  - Witkowo
  - Września

- de la ville de :
  - Gniezno

## Structure du terrain
D'après les données de 2002, la superficie de la commune de Niechanowo est de 105,31 km2, répartis comme tel :
- terres agricoles : 84 %
- forêts : 9 %

La commune représente 8,4 % de la superficie du powiat.

## Démographie
Données du 30 juin 2004 :
| Description        | Total  | Total | Femmes | Femmes | Hommes | Hommes |
| ------------------ | ------ | ----- | ------ | ------ | ------ | ------ |
| Unité              | Nombre | %     | Nombre | %      | Nombre | %      |
| population         | 5 337  | 100   | 2 690  | 50,4   | 2 647  | 49,6   |
| Densité (hab./km²) | 50,7   | 50,7  | 25,5   | 25,5   | 25,1   | 25,1   |